# Rapporto Pilecki

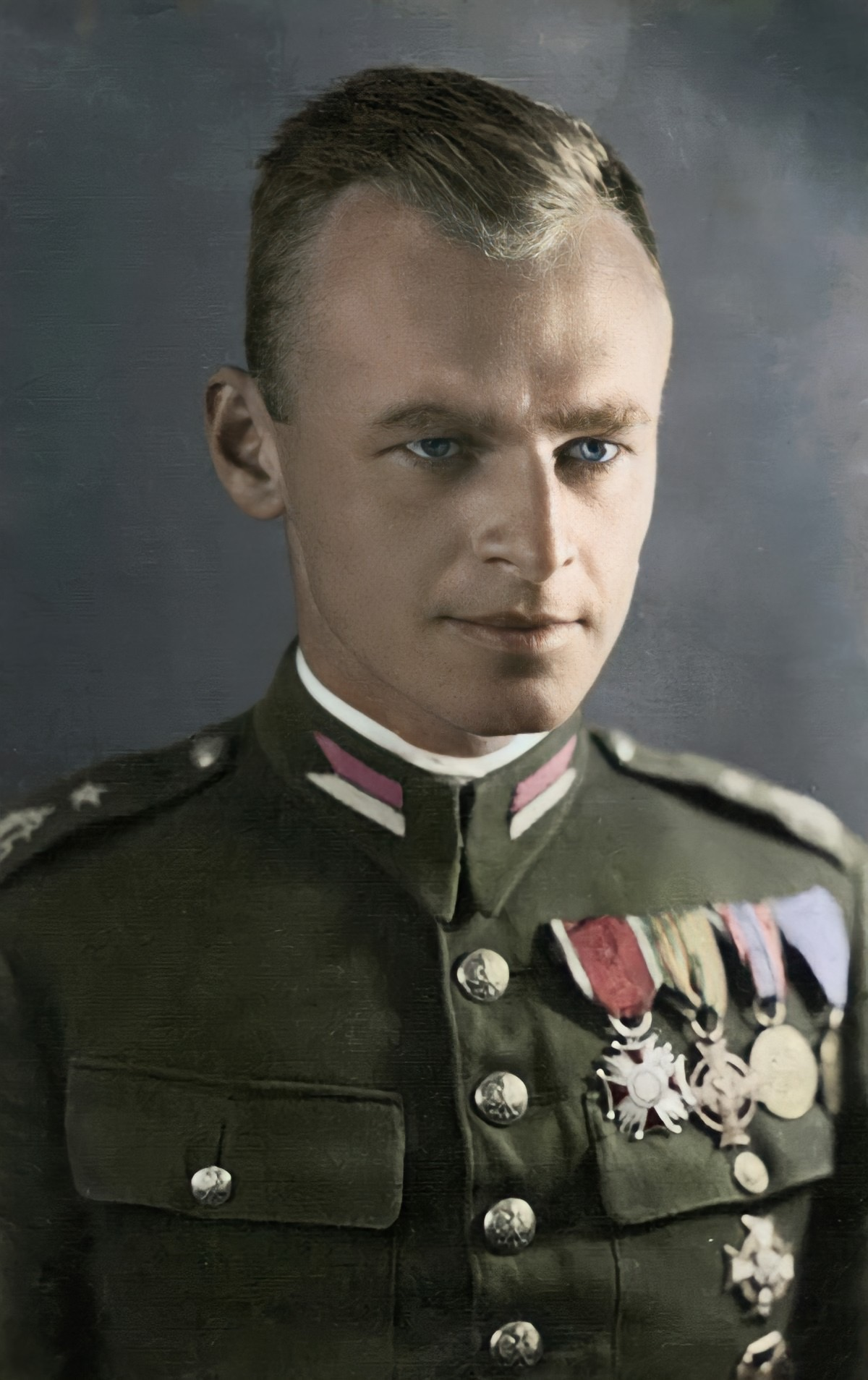
He was the author of the report

Il rapporto Pilecki, noto anche come Witold's Report, è un fascicolo dattiloscritto di oltre 100 pagine. Fu il primo resoconto dettagliato di cosa avvenne nei campi di sterminio nazisti ad essere ottenuto dagli alleati durante la seconda guerra mondiale.

## Storia
Fu redatto nel 1943 da Witold Pilecki, soldato e agente segreto della resistenza polacca, deportato e successivamente evaso dal campo di concentramento di Auschwitz, situato nelle vicinanze di Oświęcim (in tedesco Auschwitz), città della Polonia meridionale. Il rapporto include particolari dettagli sull'uso delle camere a gas, sui criteri di selezione da applicare agli internati, e sugli esperimenti sulla sterilizzazione. Si afferma inoltre che c'erano tre forni crematori a Birkenau, in grado di cremare 8.000 persone al giorno.
Raul Hilberg scrisse in seguito che l'ufficio dei servizi strategici di Londra (Office of Strategic Services), dopo aver ricevuto il rapporto Pilecki, lo archiviò con una nota secondo la quale non vi era alcuna indicazione sulla sua affidabilità. Il Rapporto Pilecki precedette la relazione del maggiore polacco Jerzy Tabeau, evaso il 19 novembre 1943 da Auschwitz assieme a Roman Cieliczko. La relazione tuttavia fu la prima delle testimonianze oculari conosciute come i Protocolli di Auschwitz, che mettevano al corrente delle atrocità praticate all'interno del campo di concentramento di Auschwitz. La stessa fu poi completata e consegnata tra il dicembre 1943 e il gennaio del 1944.

## Premesse
Nel novembre 1939, dopo che la Germania nazista sconfisse l'esercito polacco, Witold Pilecki, il tenente colonnello (capo di stato maggiore) Jan Włodarkiewicz e altri alti ufficiali, istituirono segretamente l'esercito TAP (Tajna Armia Polska). Successivamente Pilecki presentò un piano per infiltrarsi nel campo di concentramento di Auschwitz e nel settembre 1940, con il permesso dei superiori, si fece arrestare dalla Gestapo, rimanendo così prigioniero dal 1940 al 1943. Una volta internato iniziò ad organizzare una rete di resistenza segreta atta ad inviare notizie sulla situazione degli internati nel campo.
Da detenuto Pilecki riuscì a riunire alcuni gruppi clandestini sotto un unico movimento di resistenza denominato ZOW (Związek Organizacji Wojskowej). La ZOW a sua volta era collegata ad altre piccole organizzazioni segrete, cosicché prima dell’evasione Pilecki riuscì ad organizzare una rivolta generale nella speranza di attirare l’attenzione dei governi alleati.
La rete clandestina ZOW iniziò a inviare regolarmente i rapporti già dall'ottobre 1940, e a partire dal marzo 1941 le prime informazioni sul genocidio in atto ad Auschwitz furono regolarmente trasmesse al governo polacco in esilio a Londra, e tramite esso inoltrate al governo britannico e ad altri governi alleati. Questi rapporti furono la principale fonte di notizie sul campo di concentramento.

## Il rapporto "W"
Il primo rapporto portava il titolo Rapporto "W" e fu scritto da Pilecki nel 1943, subito dopo la sua fuga da Auschwitz. 
Il rapporto fu redatto velocemente e riportava solo informazioni basilari. Nel testo, l'autore ha usato anche delle chiavi di crittografia per nascondere i cognomi di alcuni componenti dell’organizzazione segreta ZOW ancora detenuti.
Il primo rapporto "W" contiene anche testimonianze scritte a mano da altri membri della resistenza polacca che collaborarono con la ZOW, tra cui quelle di Aleksander Wielopolski, Stefan Bielecki, Antoni Woźniak, Aleksander Paliński, Ferdynand Trojnicki, Eleonora Ostrowska e Stefan Miłkowski.
Nel Rapporto "W" inoltre erano presenti altri due fascicoli separati denominati come Il rapporto "Terrain S".

### "Il rapporto "Terrain S"
Il rapporto "Terrain S" era separato dall'intera descrizione delle attività segrete dell’organizzazione ZOW. Il fascicolo era strettamente confidenziale a causa del pericolo che molti membri del gruppo correvano, oltre che per la conservazione stessa della struttura all’interno del campo di concentramento. Alcune parti erano crittografate per proteggere i dati personali dei componenti dell’organizzazione. 
Il rapporto inoltre conteneva una relazione riassuntiva sulle attività del capitano e del dott. Władysław Dering e del dott. Rudolf Diem.

## La versione definitiva del rapporto Pilecki
La versione dettagliata e conclusiva della relazione fu redatta da Pilecki in Italia nel 1945, dopo aver lasciato il campo di prigionia nel quale si trovava in seguito alla rivolta di Varsavia, alla fine della seconda guerra mondiale. 
In questa ultima trascrizione del rapporto l'autore inserisce anche riflessioni personali e ricordi di quegli anni vissuti da internato ad Auschwitz. Tuttavia Pilecki non decriptò mai completamente il rapporto, cosicché alcune parti del fascicolo "Terrain S”, riguardanti i nomi dei membri dell’organizzazione segreta ZOW, sono rimasti sconosciuti.

## Il rapporto Pilecki nel dopo guerra
Il testo completo del rapporto Pilecki è stato pubblicato per la prima volta in Polonia solo nel 2000, 55 anni dopo la fine della guerra e 52 dalla morte dell’autore. Fino ad allora il testo rimase del tutto sconosciuto sia alla comunità scientifica polacca che ai cittadini dell’ex Repubblica Popolare Polacca. Prima del 1989 tutte le informazioni sulla vita e le azioni del capitano Witold Pilecki furono segretate e soggette a censura, a causa delle accuse di spionaggio che gli furono imputate e per la quali, una volta tornato a Varsavia nel maggio del 1948, fu condannato e giustiziato.